# Charlotte de Berry
Charlotte de Berry (nascuda el 1636, Anglaterra) va ser una capitana pirata. Se la sol considerar un personatge de ficció.

## Autenticitat
La primera referència coneguda a Charlotte de Berry prové del "penny dreadful" de l'editor Edward Lloyd de 1836 anomenat Història dels pirates (History of the Pirates). Lloyd era conegut per produir altres recopilacions similars de contes impactants i sanguinolents, sovint plagiats. No hi ha proves de l'existència de Berry en fonts del segle XVII, tot i que molts elements de la seva història tenen paral·lelismes en altres literatures populars a l'època de Lloyd per autors com Marryat, Voltaire i Bulwer-Lytton. Les relacions del conte de Berry després del 1836 gairebé sempre han reflectit l'original de Lloyd, de vegades amb lleugeres variacions.

## Nom i àlies
La primera vegada que es va fer a la mar vestida d'home va utilitzar l'àlies “Dick”; més tard, quan era pirata per dret propi, va assumir el nom de "Capità Rodolph" o "Capità Rudolph". Aquests noms poden variar en funció de la versió de la seva història.

## Història
A finals de la seva adolescència, es va enamorar d'un mariner i, contra la voluntat dels seus pares, es va casar amb ell. Disfressada d'home, el va seguir a bord del seu vaixell i va lluitar al seu costat. La seva autèntica identitat va ser descoberta per un oficial que guardava aquest coneixement per a ell, ja que desitjava a Berry. Per aquest motiu, l'oficial va assignar el seu marit a les feines més perilloses, en les quals sobreviure gràcies a l'ajut de Charlotte. Finalment, l'oficial, gelós, va acusar al marit de Charlotte d'amotinament, del qual va ser declarat culpable segons la paraula d'un oficial contra la d'un mariner comú i va ser castigat i assassinat per les flagel·lacions.
Un cop mort el mariner, l'oficial va intentar aproximar-se a Charlotte, però ella el va rebutjar. Quan el vaixell va arribar al port, Charlotte assassinà l'oficial i es va esmunyir, vestint-se de nou com una dona que treballava als molls. Algunes versions de la història ometen el desig de l'oficial cap a Berry i afirmen que el marit de Berry ("Jack Jib") va ofendre l'oficial, que el va ordenar assotar.
Mentre de Berry treballava als molls, un capità d'un vaixell mercant la va veure i la va segrestar. Va obligar a Berry a casar-se amb ell i la va emportar en el seu viatge a l'Àfrica. Per escapar del seu nou marit que era un brutal violador i tirà, de Berry es va guanyar el respecte de la tripulació i els va convèncer d'amotinar-se. En venjança, va decapitar el seu marit i es va convertir en capitana del vaixell. Després d'anys de pirateria, es va enamorar del fill d'un jardiner de Granada (algunes versions afirmen que era espanyol, Armelio o José Gonzalez) i es va casar amb ell.
No obstant això, van naufragar i, després de dies de fam, van recórrer al canibalisme.Per tal de decidir a qui es menjaren s'efectuà un sorteig i sortí elegit el seu marit. Per sort, els supervivents de la tripulació van ser rescatats per un vaixell holandès i, quan aquest vaixell va ser irònicament atacat per pirates, van defensar amb valentia aquells que els havien ajudat. Mentre els altres celebraven la victòria, Charlotte va saltar per la borda per unir-se al seu marit mort. Altres versions diuen que de Berry va resultar ferida durant la lluita i va caure per la borda, després de la qual cosa la seva tripulació, derrotada, va fer explotar el seu propi vaixell per no ser capturada.